# Gevingey
Gevingey est une commune française située dans le département du Jura, dans la région culturelle et historique de Franche-Comté et la région administrative Bourgogne-Franche-Comté. 
Ses habitants se nomment les Gevingeois et Gevingeoises.

## Géographie

### Climat
Pour des articles plus généraux, voir Climat de la Bourgogne-Franche-Comté et Climat du département du Jura.
En 2010, le climat de la commune est de type climat de montagne, selon une étude du Centre national de la recherche scientifique s'appuyant sur une série de données couvrant la période 1971-2000. En 2020, Météo-France publie une typologie des climats de la France métropolitaine dans laquelle la commune est exposée à un climat semi-continental et est dans la région climatique  Jura, caractérisée par une forte pluviométrie en toutes saisons (1 000 à 1 500 mm/an), des hivers rigoureux et un ensoleillement médiocre. 
Pour la période 1971-2000, la température annuelle moyenne est de 10,7 °C, avec une amplitude thermique annuelle de 17,4 °C. Le cumul annuel moyen de précipitations est de 1 247 mm, avec 13,2 jours de précipitations en janvier et 9,1 jours en juillet. Pour la période 1991-2020, la température moyenne annuelle observée sur la station météorologique de Météo-France la plus proche, « Lons le Saunier », sur la commune de Montmorot à 5 km à vol d'oiseau, est de 11,8 °C et le cumul annuel moyen de précipitations est de 1 147,4 mm. 
La température maximale relevée sur cette station est de 39,8 °C, atteinte le 12 août 2003 ; la température minimale est de −19,6 °C, atteinte le 9 janvier 1985,,. 
Les paramètres climatiques de la commune ont été estimés pour le milieu du siècle (2041-2070) selon différents scénarios d'émission de gaz à effet de serre à partir des nouvelles projections climatiques de référence DRIAS-2020. Ils sont consultables sur un site dédié publié par Météo-France en novembre 2022.

## Urbanisme

### Typologie
Au 1er janvier 2024, Gevingey est catégorisée commune rurale à habitat dispersé, selon la nouvelle grille communale de densité à sept niveaux définie par l'Insee en 2022.
Elle est située hors unité urbaine. Par ailleurs la commune fait partie de l'aire d'attraction de Lons-le-Saunier, dont elle est une commune de la couronne,. Cette aire, qui regroupe 139 communes, est catégorisée dans les aires de 50 000 à moins de 200 000 habitants,.

### Occupation des sols
L'occupation des sols de la commune, telle qu'elle ressort de la base de données européenne d’occupation biophysique des sols Corine Land Cover (CLC), est marquée par l'importance des territoires agricoles (52,3 % en 2018), une proportion sensiblement équivalente à celle de 1990 (52,9 %). La répartition détaillée en 2018 est la suivante : 
forêts (31,6 %), zones agricoles hétérogènes (30,5 %), prairies (13,8 %), zones urbanisées (9,2 %), cultures permanentes (7,9 %), milieux à végétation arbustive et/ou herbacée (6,9 %). L'évolution de l’occupation des sols de la commune et de ses infrastructures peut être observée sur les différentes représentations cartographiques du territoire : la carte de Cassini (XVIIIe siècle), la carte d'état-major (1820-1866) et les cartes ou photos aériennes de l'IGN pour la période actuelle (1950 à aujourd'hui).

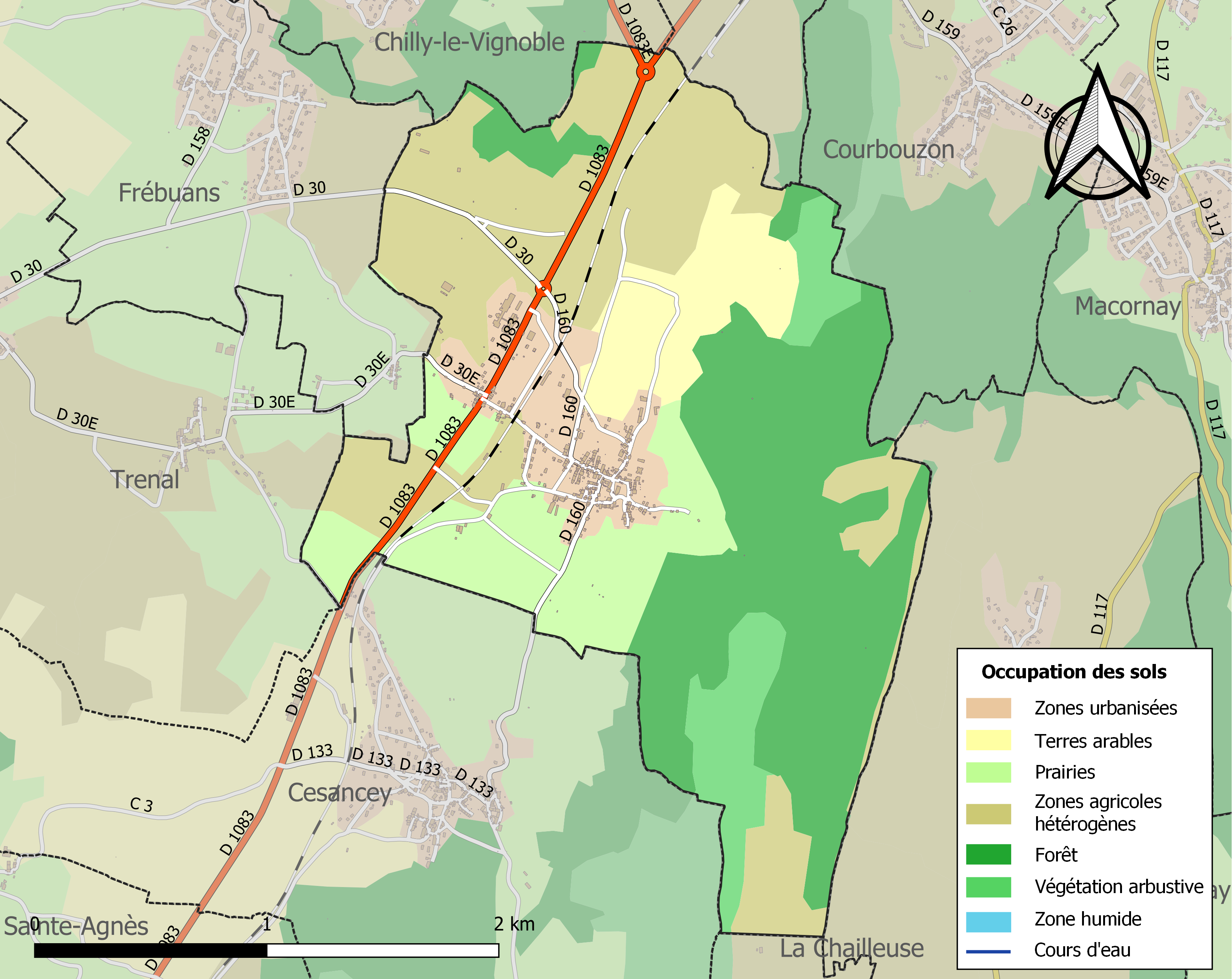
Carte des infrastructures et de l'occupation des sols de la commune en 2018 (CLC).

## Histoire

### Héraldique
| Blason de Gevingey | Blason  | De pourpre semé de grappes de raisin d'argent, au lion couronné d'or armé et lampassé de gueules, soutenu du château du lieu d'argent essoré de tenné; à la filière cousue de sinople. |
| Blason de Gevingey | Détails | Le statut officiel du blason reste à déterminer. |

## Politique et administration
| Période   | Période   | Identité          | Étiquette | Qualité       |
| --------- | --------- | ----------------- | --------- | ------------- |
| mars 2001 | mars 2008 | Jean-Claude Gelis |           |               |
| mars 2008 | 2020      | Christophe Nouze  | PS        | Fonctionnaire |
| 2020      | En cours  | Louis Cauzo       |           |               |

## Démographie
L'évolution du nombre d'habitants est connue à travers les recensements de la population effectués dans la commune depuis 1793. Pour les communes de moins de 10 000 habitants, une enquête de recensement portant sur toute la population est réalisée tous les cinq ans, les populations de référence des années intermédiaires étant quant à elles estimées par interpolation ou extrapolation. Pour la commune, le premier recensement exhaustif entrant dans le cadre du nouveau dispositif a été réalisé en 2007.

En 2022, la commune comptait 441 habitants, en évolution de −2,65 % par rapport à 2016 (Jura : −0,81 %, France hors Mayotte : +2,11 %).
| 1793 | 1800 | 1806 | 1821 | 1831 | 1836 | 1841 | 1846 | 1851 |
| ---- | ---- | ---- | ---- | ---- | ---- | ---- | ---- | ---- |
| 551  | 604  | 540  | 519  | 571  | 558  | 574  | 612  | 639  |

| 1856 | 1861 | 1866 | 1872 | 1876 | 1881 | 1886 | 1891 | 1896 |
| ---- | ---- | ---- | ---- | ---- | ---- | ---- | ---- | ---- |
| 593  | 620  | 646  | 701  | 718  | 658  | 654  | 615  | 549  |

| 1901 | 1906 | 1911 | 1921 | 1926 | 1931 | 1936 | 1946 | 1954 |
| ---- | ---- | ---- | ---- | ---- | ---- | ---- | ---- | ---- |
| 563  | 574  | 536  | 455  | 430  | 444  | 427  | 367  | 405  |

| 1962 | 1968 | 1975 | 1982 | 1990 | 1999 | 2006 | 2007 | 2012 |
| ---- | ---- | ---- | ---- | ---- | ---- | ---- | ---- | ---- |
| 424  | 405  | 369  | 379  | 384  | 417  | 462  | 462  | 450  |

| 2017 | 2022 | - | - | - | - | - | - | - |
| ---- | ---- | - | - | - | - | - | - | - |
| 451  | 441  | - | - | - | - | - | - | - |

## Lieux et monuments

### Voies
| 22 odonymes recensés à Gevingey au 11 novembre 2013 | 22 odonymes recensés à Gevingey au 11 novembre 2013 | 22 odonymes recensés à Gevingey au 11 novembre 2013 | 22 odonymes recensés à Gevingey au 11 novembre 2013 | 22 odonymes recensés à Gevingey au 11 novembre 2013 | 22 odonymes recensés à Gevingey au 11 novembre 2013 | 22 odonymes recensés à Gevingey au 11 novembre 2013 | 22 odonymes recensés à Gevingey au 11 novembre 2013 | 22 odonymes recensés à Gevingey au 11 novembre 2013 | 22 odonymes recensés à Gevingey au 11 novembre 2013 | 22 odonymes recensés à Gevingey au 11 novembre 2013 | 22 odonymes recensés à Gevingey au 11 novembre 2013 | 22 odonymes recensés à Gevingey au 11 novembre 2013 | 22 odonymes recensés à Gevingey au 11 novembre 2013 | 22 odonymes recensés à Gevingey au 11 novembre 2013 | 22 odonymes recensés à Gevingey au 11 novembre 2013 |
| Allée                                               | Avenue                                              | Bld                                                 | Chemin                                              | Cours                                               | Impasse                                             | Montée                                              | Passage                                             | Place                                               | Quai                                                | Rd-point                                            | Route                                               | Rue                                                 | Ruelle                                              | Autres                                              | Total                                               |
| --------------------------------------------------- | --------------------------------------------------- | --------------------------------------------------- | --------------------------------------------------- | --------------------------------------------------- | --------------------------------------------------- | --------------------------------------------------- | --------------------------------------------------- | --------------------------------------------------- | --------------------------------------------------- | --------------------------------------------------- | --------------------------------------------------- | --------------------------------------------------- | --------------------------------------------------- | --------------------------------------------------- | --------------------------------------------------- |
| 0                                                   | 0                                                   | 0                                                   | 1                                                   | 0                                                   | 4                                                   | 0                                                   | 0                                                   | 1                                                   | 0                                                   | 0                                                   | 5                                                   | 9                                                   | 0                                                   | 2                                                   | 22                                                  |
| Notes « N »                                         |                                                     |                                                     |                                                     |                                                     |                                                     |                                                     |                                                     |                                                     |                                                     |                                                     |                                                     |                                                     |                                                     |                                                     |                                                     |
|                                                     |                                                     |                                                     |                                                     |                                                     |                                                     |                                                     |                                                     |                                                     |                                                     |                                                     |                                                     |                                                     |                                                     |                                                     |                                                     |

### Édifices

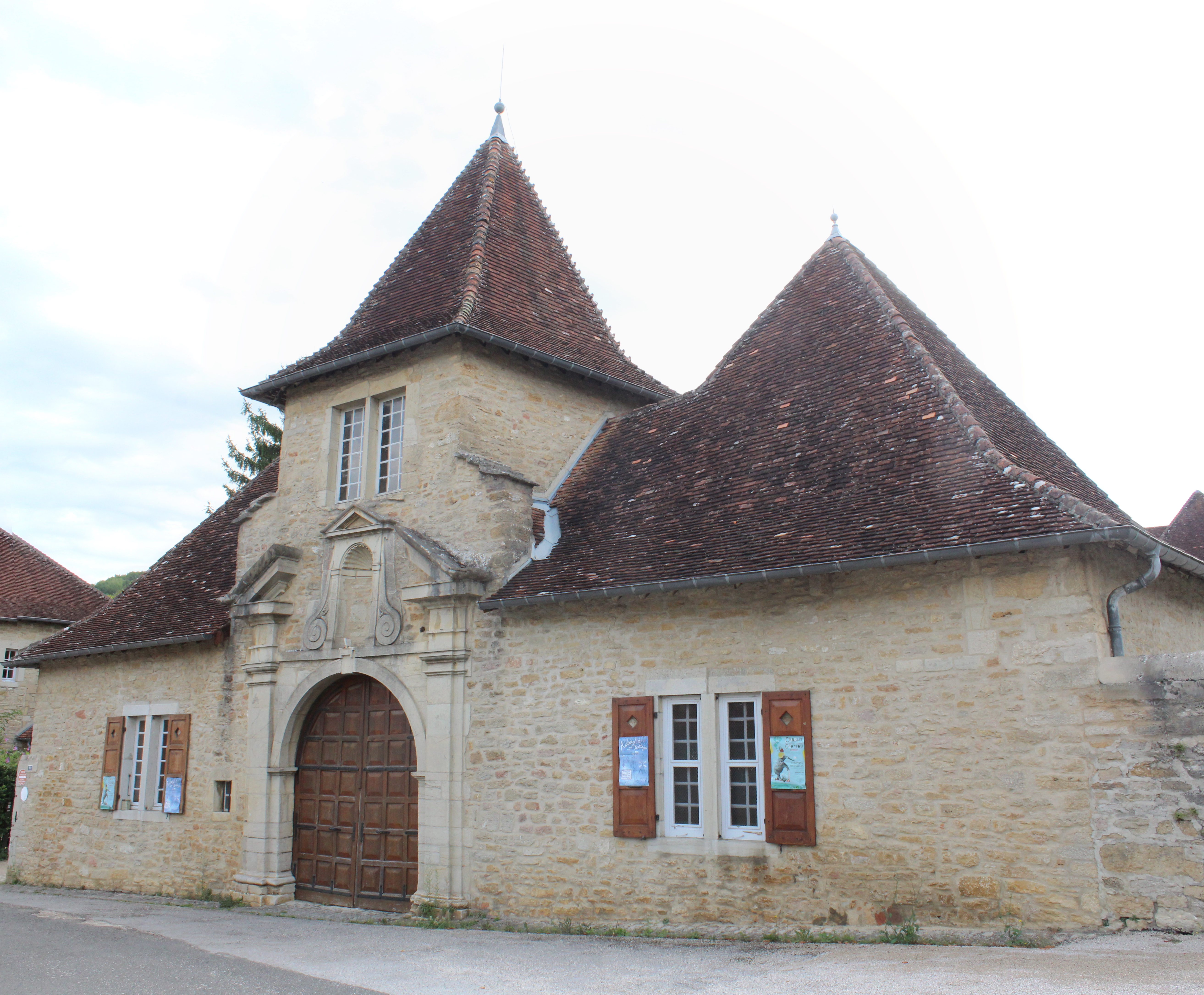
Le château de Gevingey fut construit en 1657 pour Marc de Montaigu, seigneur de Boutavant et gouverneur de Lons-le-Saunier. Ce dernier était l'ennemi juré du capitaine Lacuzon. L'édifice a été plusieurs fois modifié au fil du temps mais le pavillon d'entrée (visible ci-dessous) est resté d'origine. Racheté par le Crédit industriel et commercial en 1943, il devient une colonie de vacances trois ans plus tard. Ce lieu historique accueille tous les étés le festival "Chahut au Chateau", le dernier week-end du mois d'août.
- L'église du village, de style Renaissance, est dédiée à saint Léger, évêque et martyr du VIIe siècle.

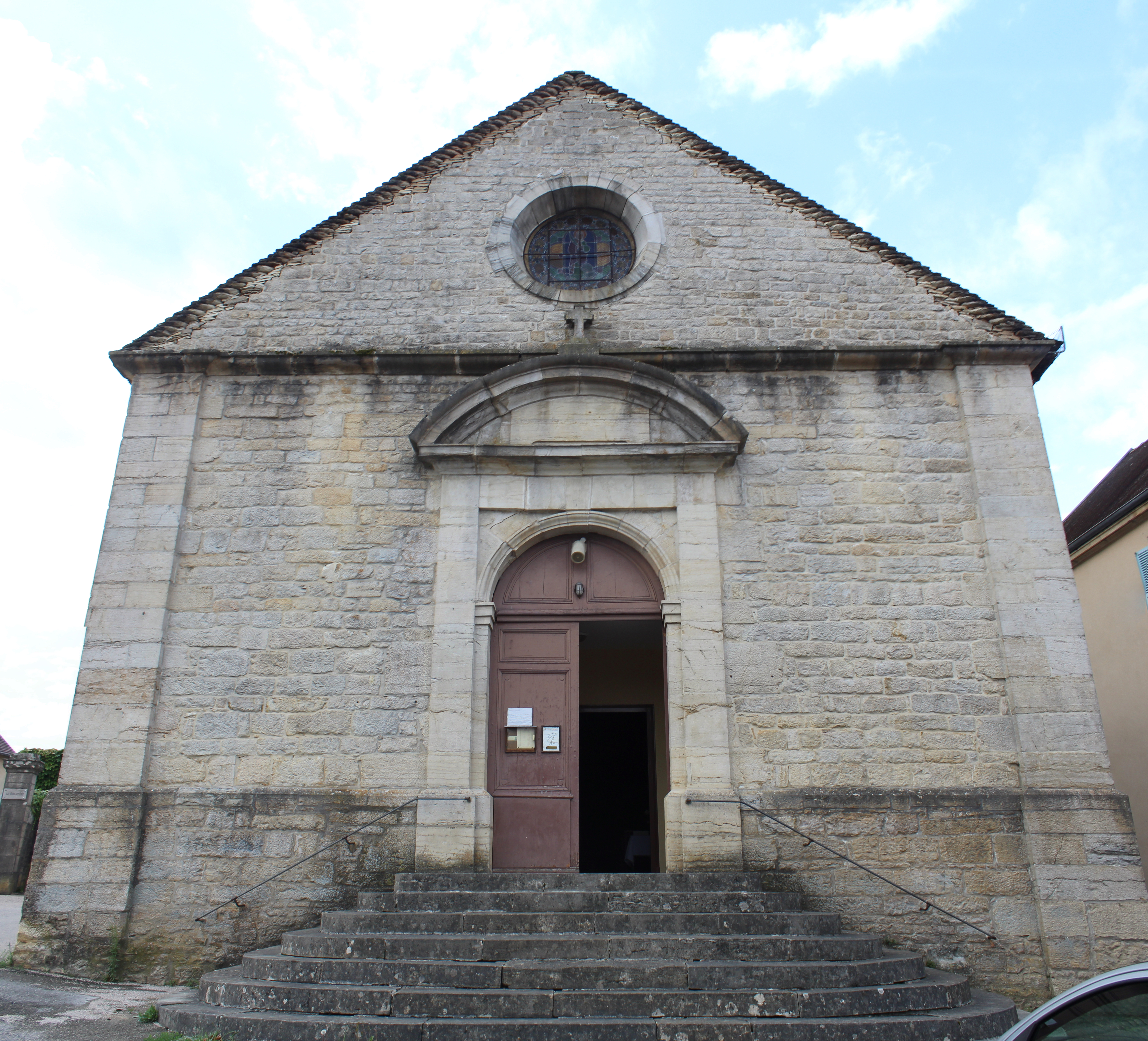

- Entrée du château de Gevingey (inscrit comme Monument Historique depuis 1931)
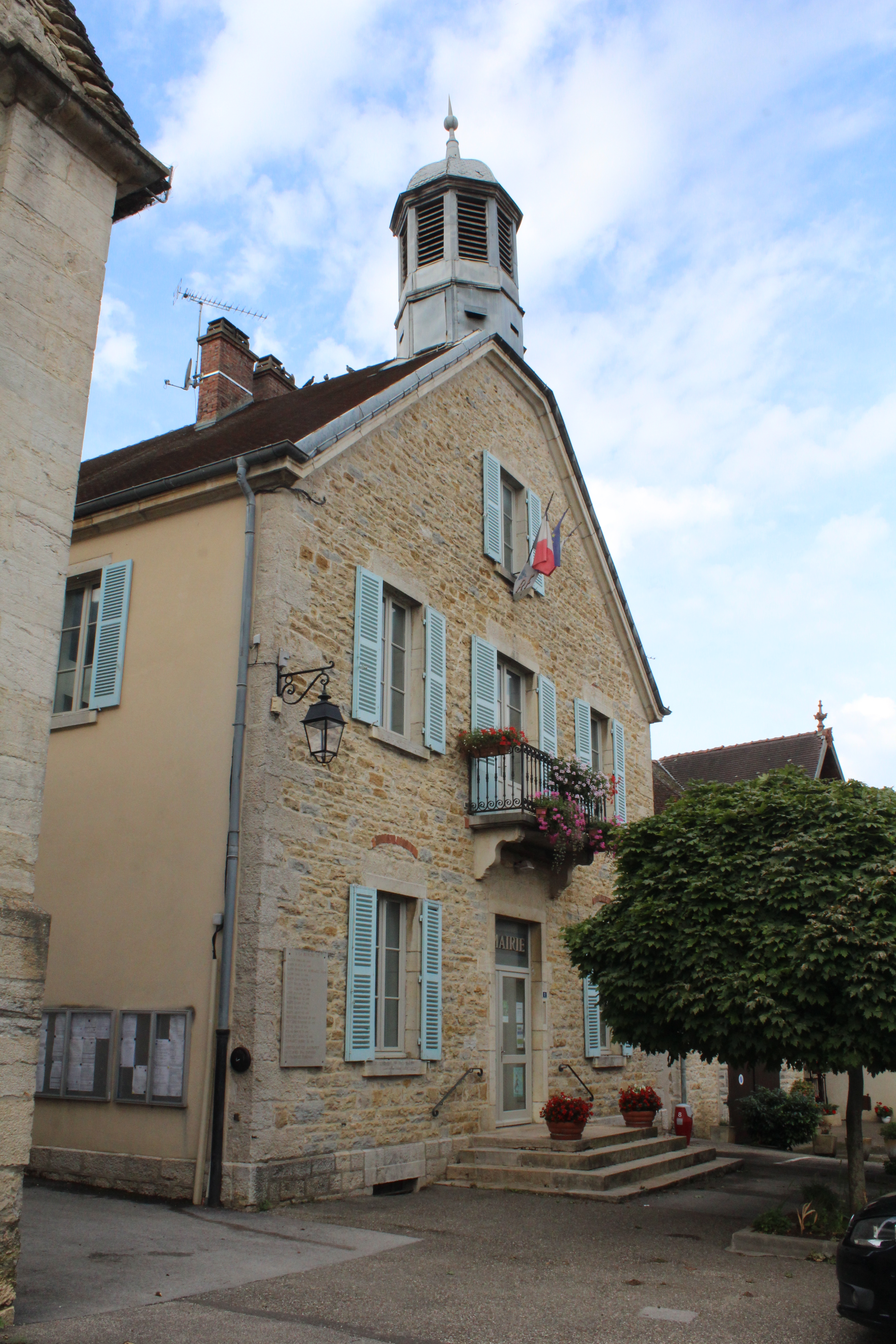
La mairie

### Personnalités liées à la commune
- Marc de Montaigu de Boutavant (v1600 - 1681), militaire, seigneur de Gevingey et propriétaire du château
- Théodore Vernier, comte de Montorient (Lons-le-Saunier 1731 - Paris 1818) : jurisconsulte et homme politique.
- Pierre Chevassus (Bonneville 1897 - Gevingey 1984) : herboriste.
- Jeanne Champion (Gevingey 1931 - Paris 2022) : peintre et romancière.